# Loïc Prévot
Loïc Prévot (Remire-Montjoly, 10 febbraio 1998) è un velocista francese.

## Palmarès
| Anno | Manifestazione | Sede         | Evento      | Risultato  | Prestazione | Note                          |
| ---- | -------------- | ------------ | ----------- | ---------- | ----------- | ----------------------------- |
| 2015 | Mondiali U18   | Cali         | 200 m piani | Semifinale | 21"78       |                               |
| 2015 | Mondiali U18   | Cali         | 400 m piani | Semifinale | 47"03       |                               |
| 2016 | Mondiali U20   | Bydgoszcz    | 200 m piani | Batteria   | dnf         |                               |
| 2017 | Europei U20    | Grosseto     | 4×100 m     | 5º         | 39"88       | [ 1 ]                         |
| 2018 | Giochi CAC     | Barranquilla | 200 m piani | Semifinale | 21"58       |                               |
| 2018 | Giochi CAC     | Barranquilla | 400 m piani | Batteria   | 47"40       |                               |
| 2019 | Europei U23    | Gävle        | 200 m piani | 6º         | 21"21       |                               |
| 2019 | Europei U23    | Gävle        | 4×400 m     | Bronzo     | 3'05"36     |                               |
| 2021 | World Relays   | Chorzów      | 4×400 m     | 7º         | 3'06"16     | [ 1 ]                         |
| 2022 | Mondiali       | Eugene       | 4×400 m     | 7º         | 3'01"35     | Miglior prestazione personale |
| 2022 | Europei        | Monaco       | 4×400 m     | Bronzo     | 2'59"64     | Miglior prestazione personale |
| 2023 | Mondiali       | Budapest     | 4×400 m     | Argento    | 2'58"45     | [ 1 ]                         |
| 2025 | World Relays   | Guangzhou    | 4x400 m     | 4º         | 2'58"80     |                               |

## Altre competizioni internazionali
2019
- Argento agli Europei a squadre ( Bydgoszcz), 4×400 m - 3'02"08